# Odontodactylus scyllarus
Odontodactylus scyllarus face parte din grupa „Racilor cu clești” (Stomatopoda), grupa mai mare (Malacostraca) din încrengătura crustaceelor. Până în prezent au fost identificate ca. 400 de specii, care au mărimi diferite ce ating o mărime maximă de 30 cm. Carapacea acoperă la aceste animale numai primele trei segmente ale toracelui. Ele sunt în general animale agresive fiind active mai mult noaptea, trăiesc solitar pe fundul mării unde se ascund așteptând prada între stânci sau în nisip. Cele mai multe specii dintre ele trăiesc în mările calde tropicale ca în de exemplu apropiere de coastele Californiei sau Tailandei.

## Racul de râu
Racul trăieste in apele dulci (râuri si bălti)

### Caractere morfologice
Culoarea corpului racului este verde-cafenie, asemănătoare mediului în care trăiește. această culoare este dată de 2 pigmenți: roșu si albastru. prin fierbere, pigmentul albastru se distruge si rămâne cel rosu. corpul e acoperit cu o crustă alcauită din calcar si chitină. Animalele care au corpul alcătuit cu crustă fac parte din grupa crustaceelor.  Crusta formează un schelet extern sub care se găsesc mușchii.